# 山上圣母堂 (马赛)
山上圣母堂（法语：Église Notre-Dame-du-Mont）是一座罗马天主教堂区教堂，隶属于天主教马赛总教区。该堂位于法国普罗旺斯-阿尔卑斯-蓝色海岸大区罗讷河口省马赛第六区的山上圣母广场（Place Notre-Dame-du-Mont）。 门牌是洛迪街（rue de Lodi）1号。 

## 历史
1586年，这里建立了一座小教堂，水手们常来此还愿。 随着时间的推移，这一传统转移到了守护圣母圣殿。
目前的教堂建于1823-1824年，采用新古典主义建筑风格。
1839年，弗雷德里克·肖邦（1810-1849）在这座教堂演奏的管风琴，现在还在这里。
堂内有巴泰勒米·查斯（Barthélemy Chasse，1659-1720）的四幅画作：《逃亡埃及》、《拿撒勒工场》、《牧羊人的崇拜》和《圣母的婚礼》 还有多米尼克·帕佩蒂（Dominique Papety，1815–1849）的一幅画作《荣耀的基督》。

## 现状
教堂每天开放时间为：上午10-12时、下午4-6时。 弥撒时间：周中上午8:30、周六下午6:30、主日上午10时。 除星期日外，每天下午5:30念玫瑰经，晚祷在每周三晚上7点举行。 现任本堂神父让-保罗·索拉吉神父（Fr Jean-Paul Sorragi），执事是菲利普·乔拉特（Philippe Chollat）。
- 钟楼